# Eridacnis barbouri
Espèce
Répartition géographique
Statut de conservation UICN

 DD  : Données insuffisantes
Eridacnis barbouri est une espèce de requins.
Ce poisson vit dans l'Atlantique ouest de 400 à 650 m de fond et peut atteindre 2 m de long.